# Tossal del Figueró
El Tossal del Figueró és una muntanya de 739 metres que es troba al municipi de Calaf, a la comarca de l'Anoia.